# Rufino Basañez
Rufino Basañez Billalebeitia (Bilbao, 1929-1991) Arquitecto de vanguardia vasco, destacado por sus viviendas sociales.

## Biografía
Realizó la mayor parte de su obra en Bilbao y Vizcaya, edificios y equipamientos. Trabajó con Julián Larrea y Esteban Argárate en la urbanización del barrio chabolista Ocharcoaga, donde trazó 539 viviendas en 1959. En 1980 participó en la recuperación del bilbaíno Teatro Campos Elíseos y en la ampliación del recinto ferial de la ciudad. Fue decano del colegio de arquitectos del País Vasco-Navarra.

## Obras
- Iglesia de Beci, en Sopuerta (1958)
- Centro Comercial El Chino (1959), en Otxarkoaga
- Grupo Pedro Astigorraga, en Bilbao
- Pista de patinaje sobre hielo de Artxanda